# 牛肺疫
牛肺疫（ぎゅうはいえき、contagious bovine pleuropneumonia;CBPP）とはMycoplasma mycoides subsp. mycoidesのSC株感染を原因とする感染症。家畜伝染病予防法における法定伝染病で、対象家畜はウシ、スイギュウ、シカ。法定伝染病の中で唯一マイコプラズマを原因とする疾病である。胸膜肺炎を主徴とし、菌体表面に形成される莢膜の主成分であるガラクタンは病原因子として重要である。感染動物との直接接触、飛沫核吸入による気道感染、感染動物の尿に汚染された飼料の摂取による経口感染が報告されている。特徴的な病変は肺の大理石様紋様である。日本では感染動物が発見された場合は治療を行わず淘汰する。日本では1941年の報告を最後に、2023年現在まで発生事例はない。